# Le Hamel (Oise)
Le Hamel es una comuna y población de Francia, en la región de Picardía, departamento de Oise, en el distrito de Beauvais y cantón de Grandvilliers.
Su población en el censo de 1999 era de 127 habitantes.
Está integrada en la Communauté de communes de la Picardie Verte.

## Demografía
| 134 | 139 | 145 | 143 | 113 | 127 |
| Para los censos de 1962 a 1999 la población legal corresponde a la población sin duplicidades (Fuente: INSEE [Consultar]) |     |     |     |     |     |

- Datos: Q1089320
- Multimedia: Le Hamel (Oise) / Q1089320

1. ↑  Worldpostalcodes.org, código postal n.º 60210.
2. ↑  INSEE, Datos de población para el año 2012 de Le Hamel (en francés).